# Габон на літніх Олімпійських іграх 2012
Габон на літніх Олімпійських іграх 2012 року був представлений 24 спортсменами у п'яти видах спорту, 18 з них були футболістами. Тхеквондисту Антоні Обаме вдалося виграти срібло, яке стало першою медаллю Габону за весь час участі в Олімпійських іграх.

## Нагороди
| Медаль | Спортсмен    | Вид спорту | Дисципліна         |
| ------ | ------------ | ---------- | ------------------ |
| Срібло | Антоні Обаме | Тхеквондо  | чоловіки, до 80 кг |